# Turveria
Genre
Turveria est un genre de mollusques gastéropodes au sein de la famille Eulimidae. Les espèces rangées dans ce genre sont marines et parasitent des échinodermes.

## Distribution
Les espèces sont présentes dans l'océan Pacifique, notamment dans le golfe de Californie et en Australie,.

## Liste d'espèces
Selon World Register of Marine Species (28 août 2017) :
- Turveria encopendema Berry, 1956
- Turveria pallida Warén, 1992
- Turveria schwengelae (Bartsch, 1938)